# Acedanthidium
Acedanthidium es un género de abejas de la familia Megachilidae. Se encuentra en el Paleártico, en la India.

## Especies
- Acedanthidium flavoclypeatum	(Gupta 1993)
- Acedanthidium batrae Michener & Griswold 1994